# Ministère de la Justice (Maroc)
Pour les autres articles nationaux ou selon les autres juridictions, voir Ministère de la Justice.
Le ministère de la Justice est le département ministériel du gouvernement marocain chargé de veiller au bon fonctionnement du système judiciaire. Le ministère de la justice s'occupe aussi de la gestion des prisons marocaines. 
L’actuel ministre de la Justice est Abdellatif Ouahbi, en fonction depuis le 7 octobre 2021 dans le gouvernement Akhannouch.

## Historique

### Liste des anciens ministres de la justice[1]
- Abdelkrim Benjelloun Touimi (7 décembre 1955 - 25 octobre 1956) (26 octobre 1956 - 3 décembre 1958)
- Mohamed Bahnini (24 décembre 1958 - 21 mai 1960)
- Abdelkhalek Torres[2] (27 mai 1960 - 16 mai 1961)
- M'hamed Boucetta (2 juin 1961 - 5 janvier 1963)
- Abdelkader Benjelloun (13 novembre 1963 – 20 août 1964)
- Abdelhadi Boutaleb (8 juillet 1965 - 6 juillet 1967)
- Ali Benjelloun[3] (6 juillet 1967 - 25 décembre 1967)
- Driss Slaoui (18 janvier 1968 - 7 février 1969)
- Abdelhafid Boutaleb (7 février 1969 - 7 septembre 1970)
- Ahmed Ben Bouchta (1971-1972)
- Mohamed Bahnini (20 avril 1972- 20 novembre 1972)
- Bachir Bel Abbes Taarji (1973- 25 avril 1974)
- Abbes Kaissi (25 avril 1974 - 10 octobre 1977)[4]
- Mohamed Maâti Bouabid (10 octobre 1977 - 5 octobre 1981)
- Moulay Mustapha Belarbi Alaoui (5 novembre 1981 - 11 novembre 1993)
- Mohammed Drissi Alami Machichi (11 novembre 1993 - 26 février 1995)
- Abderrahmane Amalou (26 février 1995 - 13 août 1997)
- Omar Azziman (13 août 1997 - 7 novembre 2002)
- Mohamed Bouzoubaâ (7 novembre 2002 - 15 octobre 2007)
- Abdelwahed Radi (15 octobre 2007 - 4 janvier 2010)
- Mohamed Taïb Naciri (4 janvier 2010 - 3 janvier 2012)
- El Mostafa Ramid (3 janvier 2012 - 5 avril 2017)
- Mohamed Aujar (5 avril 2017 - 9 octobre 2019)
- Mohamed Ben Abdelkader (9 octobre 2019 - 7 octobre 2021)
- Abdellatif Ouahbi (depuis le 7 octobre 2021)

## Organisation
À l'instar des autres ministères marocains, le ministère de la Justice est divisé en une administration centrale située à Rabat et une administration territoriale présente sur l'ensemble du territoire national.
Sous l'autorité du ministre de la Justice :
- les services directement rattachés au ministre :
  - Département de l'audit et du contrôle de gestion interne
  - l'administration centrale[5]
  - l'inspection générale ;
  - le service du suivi et de l'analyse des requêtes[6]
  - L'Institut supérieur de la magistrature[7]

### L'administration centrale[8]
- le secrétariat général
- la Direction des affaires civiles[9]:

1. Division des affaires pénales[10]
2. Division de la nationalité et de l'état civil[11]

- la Direction des affaires pénales et des grâces[12],[13] :

1. Division de la justice pénale[14]
2. Division des affaires pénales spéciales[15]
3. Division de la grâce et de la libération restreinte[16]
4. Service de l'informatique, des statistiques, de suivi et d'évaluation[17]
5. Service de la coopération et de la communication[18]

- la Direction des études, de la coopération et de la modernisation[19] :

1. Division des études[20]
2. Division de la coopération administrative et technique[21]
3. Division de la valorisation et de la modernisation[22]
4. Division de la communication[23]

- la Direction des ressources humaines[24]:

1. Division des magistrats[25]
2. Division du personnel[26]
3. Division de la surveillance et de la discipline[27]
4. Division de la formation, du suivi et de l'évaluation[28]
5. Division de l'informatique, des statistiques, du suivi, de l'évaluation et de la prévision

- la Direction de la législation[29]:

1. Division des études législatives[30]
2. Division du suivi et de la mise à jour des textes juridiques[31]
3. Service Informatique

- la Direction du budget et du contrôle[32]:

1. Division de la gestion budgétaire et de la comptabilité[33]
2. Division de la surveillance[34]
3. Division de la prévision, du suivi et de l'évaluation[35]
4. Division de l'informatique et de statistique

- la Direction de l'équipement.

## Effectifs
Les effectifs du ministère de la Justice sont actuellement au nombre de 16 000 agents.